# Adolf Anderssen
Karl Ernst Adolf Anderssen (født 6. juli 1818 i Breslau, Preussen, død 13. marts 1879 samme sted) var en tysk skakspiller, som i en periode blev regnet for verdens stærkeste skakspiller og som vandt to af skakhistoriens mest berømte partier, "Det udødelige parti" mod Lionel Kieseritzky og "Det eviggrønne parti" mod Jean Dufresne.
Adolf Anderssen tabte sine to matcher mod Paul Morphy og Wilhelm Steinitz i hhv. 1858 og 1866, hvilket sikrede hans modstandere uofficielle titler som verdensmestre i skak. Til gengæld vandt han de tre største turneringer i sin levetid: London 1851, London 1862 og Baden-Baden 1870.